# Československá medaile Za chrabrost před nepřítelem
Československá medaile Za chrabrost před nepřítelem bylo vyznamenání propůjčované jednotlivcům, skupinám, vojenským útvarům či jejich symbolům československé armády. Také se udělovala spojeneckým armádám za čin prokazující osobní statečnost na domácím nebo zahraničním bojišti během druhé světové války.

## Zřízení
Zřízena byla nařízením vlády Československé republiky v Londýně č. 5/1941 Úř. věstn. čsl. 20. prosince 1940. Platnost tohoto nařízení byla těsně po druhé světové válce potvrzena vyhláškou ministra vnitra č. 42/1946 Sb.

## Vybraní držitelé
- Antonín Bartoš
- Emil Boček
- František Fajtl
- Jan Horal
- Karel Klapálek
- Vasil Kobulej
- Gustav Kopal
- Milan Malý
- Miloslav Masopust
- Ctirad Mašín
- Josef Mašín
- František Peřina
- Heliodor Píka
- Pravoslav Řídký
- Ludvík Svoboda
- Alois Šiška
- Zdeněk Škarvada
- Vasil Timkovič